# IC 5296
IC 5296 је спирална галаксија у сазвјежђу Пегаз која се налази на листи објеката дубоког неба у Индекс каталогу.
Деклинација објекта је + 25° 5' 39" а ректасцензија 23h 15m 43,7s. Привидна величина (магнитуда) објекта IC 5296 износи 14,6 а фотографска магнитуда 15,4. Налази се на удаљености од 102,590 милиона парсека од Сунца. IC 5296 је још познат и под ознакама UGC 12460, MCG 4-54-37, CGCG 475-54, PGC 70847.